# Gethyllis latifolia
Gethyllis latifolia är en amaryllisväxtart som beskrevs av Francis Masson och John Gilbert Baker. Gethyllis latifolia ingår i släktet Gethyllis och familjen amaryllisväxter. Inga underarter finns listade i Catalogue of Life.